# HDWiki
HDWiki ist eine freie Wiki-Software, die für die chinesische Online-Enzyklopädie Baike.com (vormals Hudong) entwickelt wurde.
Die erste Version wurde am 28. November 2006 veröffentlicht. Im November 2007 folgte die erweiterte Version 3. Zum Zeitpunkt 2016 hat HDWiki in China einen Marktanteil von mehr als 95 %.
Die Verwendung von HDWiki für nicht-kommerzielle Zwecke ist frei, eine kommerzielle Nutzung erfordert dagegen eine Lizenzvereinbarung.